# Stanisław Mazur (geolog)
Stanisław Mazur – polski profesor nauk o Ziemi, geolog. Specjalizuje się w zagadnieniach z zakresu geologii strukturalnej i tektoniki. Wykładowca i profesor zwyczajny Wydziału Nauk o Ziemi i Kształtowania Środowiska Uniwersytetu Wrocławskiego, pracownik naukowy Instytutu Nauk Geologicznych PAN w Krakowie oraz Instytutu Nauk Geologicznych Uniwersytetu Wrocławskiego. Członek rzeczywisty Polskiej Akademii Nauk.

## Życiorys
Absolwent studiów geologicznych na Uniwersytecie Wrocławskim (rocznik 1984). Doktoryzował się w 1994 roku na podstawie pracy zatytułowanej Ewolucja strukturalno-metamorficzna wschodniej okrywy granitu Karkonoszy między Niedamirowem, Leszczyńcem i Kowarami. Habilitację uzyskał w 2004 roku na podstawie rozprawy pt. Ewolucja strukturalna metamorfiku kłodzkiego i jej znaczenie dla tektoniki piętra waryscyjskiego Sudetów.
Tytuł profesora nauk o Ziemi nadano mu w 2018 roku.
Jeden z wykonawców pracy badawczej na temat roli śródbasenowych stref przesuwczych w trakcie subsydencji i inwersji basenów osadowych na przykładzie mezozoicznej ewolucji tektonicznej strefy uskokowej Grójca.

## Publikacje naukowe
Jest autorem lub współautorem następujących publikacji naukowych:
- SHRIMP zircon geochronology and geochemistry of the Orlica-Śnieżnik gneisses (Variscan Belt of Central Europe) and their tectonic implications[4]
- The Variscan Orogen in Poland[5]
- Early Palaeozoic initial-rift volcanism in the Central European Variscides (the Kaczawa Mountains, Sudetes, SW Poland): evidence from SIMS dating of zircons[6]
- Vestiges of Saxothuringian crust in the Central Sudetes, Bohemian Massif: Zircon evidence of a recycled subducted slab provenance[7]
- Pre-Late Devonian unconformity in the Kłodzko area excavated: a record of Eo-Variscan metamorphism and exhumation in the Sudetes[8]
- The Polish Sudetes: Caledonian or Variscan?[9]
- Different modes of the Late Cretaceous–Early Tertiary inversion in the North German and Polish basins[10]
- Age constraints for the thermal evolution and erosional history of the central European Variscan Belt: new data from the sediments and basement of the Carboniferous foreland basin in western Poland[11]
- Uplift and late orogenic deformation of the Central European Variscan belt as revealed by sediment provenance and structural record in the Carboniferous foreland basin of western Poland[12]